# Терешково (Ржевский район)
Терешково — деревня в Ржевском Районе Тверской области. Входит в состав Успенского сельского поселения.

## География
Деревня находится на берегу реки Иружа. Находится на расстоянии 105 километрах к юго-востоку от областного центра (Тверь) и в 34 километрах до районного центра города Ржева. Ближайшие населенные пункты Орехово, Алексино, Болотово, Асунжово.

### Часовой пояс
Деревня Терешково, как и вся Тверская область, находится в часовой зоне МСК (московское время). Смещение применяемого времени относительно UTC составляет +3:00.

## Население
| 2008 | 2010 |
| ---- | ---- |
| 109  | ↘93  |

## Инфраструктура

#### Улицы
- ул.Заречная,
- ул.Пальцевая,
- ул.Солнечная.

Есть отделение Почты России.

## Достопримечательности
Воинское захоронение.